# Vadi
Vadi o Wadi o ciutat de Savantvadi o Sawantwadi (Marathi: सावंतवाडी)/(Malwani/Konkani: वाडी, apareix també com Sawantwari, Sundarwari i altres variants, sempre en el sentit de "Jardí Bonic") és una ciutat i municipi de Maharashtra al districte de Sindhudurg, antiga capital del principat de Savantvadi. Està situada a 16° 00′ N, 73° 45′ E / 16.00°N,73.75°E i consta al cens del 2001 amb 22.871 habitants (el 1881 apareix amb 8.584 habitants).
Fou fundada per Phond Sawant el 1670. Està a la vora d'un llac anomenat Moti Talao i conegut com a "Llac de la Perla". Hi ha també una fortalesa.